# Yutaro Chinen
Yutaro Chinen (知念 雄太朗 Chinen Yutaro?, nacido el 19 de noviembre de 1993 en Okinawa) es un futbolista japonés que se desempeña como centrocampista.

## Trayectoria

### Clubes
| Club      | País  | Año    |
| --------- | ----- | ------ |
| FC Ryukyu | Japón | 2016 - |

## Estadística de carrera

### J. League
| Club      | Año   | J. League | J. League | Copa J. League | Copa J. League | Total | Total |
| Club      | Año   | Part.     | Goles     | Part.          | Goles          | Part. | Goles |
| --------- | ----- | --------- | --------- | -------------- | -------------- | ----- | ----- |
| FC Ryukyu | 2016  | 25        | 1         | -              | -              | 25    | 1     |
| FC Ryukyu | 2017  | 29        | 0         | -              | -              | 29    | 0     |
| Total     | Total | 54        | 1         | 0              | 0              | 54    | 1     |